# Tractat d'Ottawa
El Tractat d'Ottawa o Convenció sobre la prohibició de mines antipersona, abans anomenada  Convenció sobre la prohibició de l'ocupació, emmagatzematge, producció i transferència de mines antipersona i sobre la seva destrucció és un tractat internacional de desarmament que prohibeix l'adquisició, la producció, l'emmagatzematge i la utilització de mines antipersona. La Convenció va ser disposada per a la seva signatura els dies 3 i 4 de desembre de 1997 i dipositada el 5 de desembre del mateix any a Nova York davant el Secretari General de les Nacions Unides. Va entrar en vigor l'1 de març de 1999.
La Convenció va ser negociada a fi de limitar les insuficiències del Protocol II (sobre la prohibició o la limitació de l'ús de mines, trampes i altres dispositius) de la Convenció sobre certes armes convencionals que diversos Estats jutjaven inadequat per respondre eficaçment al desafiament de la prohibició total de mines antipersona. Tot i el gran suport internacional a la Convenció, el seu èxit continua sent mitigat perquè la majoria dels Estats productors o utilitzadors de mines antipersona es nega a adherir-se al text. Per febrer de 2009, 156 països han ratificat el Tractat i dos Estats l'han signat, però sense ratificar. 37 Estats, incloent-hi la República Popular de la Xina, l'Índia, Rússia i els Estats Units no són part de la Convenció.

## Principals disposicions de la Convenció
Cada Estat membre es compromet a:
- Mai emprar, posar a punt, produir, adquirir, emmagatzemar, conservar o transferir a qui sigui mines antipersona (article I);
- Destruir totes les mines antipersona en la seva possessió a tot tardar quatre anys després de l'entrada en vigor de la Convenció per aquest Estat membre (article IV);
- Destruir totes les mines antipersona presents en zones del seu territori dins dels deu anys després de l'entrada en vigor de la Convenció per aquest Estat membre i després d'haver identificat i assenyalat (article IV);
- Proveir i/o demanar assistència a altres Estats membres per complir les seves obligacions si fos possible i en la mesura del possible (article VI);
- Prendre totes les mesures legislatives apropiades per prevenir i reprimir qualsevol activitat prohibida a un Estat membre en virtut de la Convenció (art. IX);
- És possible conservar un petit nombre de mines antipersona per tal de capacitar en tècniques de detecció i destrucció de mines (article III).